# 高屋良樹
高屋 良樹（たかや よしき、1960年2月21日 - ）は日本の漫画家。秋田県出身、千葉県柏市在住。血液型はA型。旧ペンネームはちみもりを。「高屋良樹」もペンネームであり、本名は高谷良樹。
立正大学文学部国文科中退。当時ロリコンとロボット漫画好きを公言していた。鉄人28号の愛蔵版を大事にしていた。
部屋は立正大学漫画研究会のたまり場となり、イデオンの初回放送などを観ていた。当時御茶漬海苔も漫研に所属しており顔を出した。川崎に居住していた御茶漬海苔は通学に３時間かかるため、熊谷下宿の同級生の元で未来少年コナンなどを観ていた。
非喫煙者だが喫煙者に対して寛容であった。熊谷市在住時十代の男子学生では珍しく冬は青と黒の縦縞の半纏を愛用していた。

立正大学３年時東京都品川区の五反田アパートに引越し、退学前後ちみもりを名義で『レモンピープル』（あまとりあ社）1983年1月号にて「明日なき世界・♂なき人類」でデビュー。『漫画ブリッコ』（白夜書房）や『プチアップルパイ』（徳間書店）などにも作品を発表していた。
代表作である『強殖装甲ガイバー』の連載開始以降は、同作の執筆にほぼ専念しており、結果として寡作な作家になっている。

## 作品リスト
『冥王計画ゼオライマー』
ちみもりを名義。高屋初のロボット漫画でもある。成人向け漫画誌『レモンピープル』（あまとりあ社）に連載。連載期間は1983年10月号 - 1984年11月号。一般誌でガイバーの連載を始めるために成人向け漫画誌での活動を停止し、この連載も物語途中でいわゆる「第一部・完」という形で終了した。単行本化される際に一部内容が変更されている。1988年 - 1990年にかけて同名タイトルのOVAとしてアニメ化された。
OVA版が家庭用シミュレーションRPG『スーパーロボット大戦シリーズ』に登場したことを受け、23年のブランクの後に『月刊COMICリュウ』2007年6月 - 8月号に完結編が連載された。生誕25周年として『月刊COMICリュウ』2008年11月号から2017年4月号まで、新シリーズ『冥王計画ゼオライマーΩ』（原作：ちみもりを、作画：ワタリユウ）が連載された。
『強殖装甲ガイバー』
高屋良樹名義。徳間書店『月刊少年キャプテン』1985年創刊号から連載開始。その後は角川書店の『月刊エースネクスト』を経て『月刊少年エース』に移籍し、連載中（但し2016年7月号より休載中）。
1986年にスタジオライブが劇場版アニメとして初アニメ化。1989年 - 1990年にかけてバンダイビジュアルにて、OVAとして再びアニメ化されている。また1991年に『ガイバー』(The Guyver)、1994年に続編である『ガイバー/ダークヒーロー』(Guyver: Dark Hero) と二度にわたり、ハリウッドで実写映画化されている。ただし日本資本による映画であり、厳密な意味でのハリウッド映画ではない。また、2005年にテレビアニメ化されている。

## 単行本
- クロス・ファイア（久保書店・短篇集） 1985年3月
- 冥王計画ゼオライマー（久保書店） 1986年3月
- 強殖装甲ガイバー（徳間書店） 1-15巻（雑誌休刊にて未完）
- 強殖装甲ガイバー（角川書店）1-32巻（休載中）
- 冥王計画ゼオライマー 完全版（徳間書店） 2007年11月20日

## 関連人物
- 沖由佳雄 - 知人作家
- 早見裕司 - 知人作家
- みやもと留美 - 知人作家。1994年に刊行された、みやもとのコミックス「淋しがりやの小猫達」に「ちみもりを」の名義でゲスト原稿を描いており、みやもとが学生だったデビュー前に知り合ったという描写をしている。
- 御茶漬海苔 − 1980年立正大学漫画研究会副会長。当時高屋と御茶漬海苔は同研究会に1981年3月まで在籍。